# Neptosternus chumphon
Neptosternus chumphon är en skalbaggsart som beskrevs av Michael Balke och Lars Hendrich 1998. Neptosternus chumphon ingår i släktet Neptosternus och familjen dykare. Inga underarter finns listade i Catalogue of Life.